# Emmanuel (Chrystus)

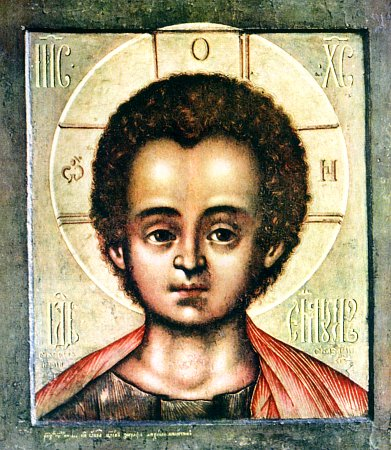
Chrystus Emmanuel Szymona Uszakowa, 1686

Chrystus Emmanuel (w hebr. עמנואל, czyli Emmanuel oznacza Bóg z nami) – ikonograficzny typ przedstawienia Chrystusa w wieku dziecięcym. Nazwa pochodzi od proroctwa Izajasza (Iz 7,14), spełniającym się w narodzeniu Chrystusa.
Powstanie ikon tego typu było odpowiedzią na herezję nestorianizmu, która głosiła rozdzielną dwoistość natury Chrystusa oraz odrzucała boskość Chrystusa-człowieka aż do Chrztu Pańskiego.
Chrystus Emmanuel pojawia się zarówno na samodzielnych ikonach, jak i w zestawieniu z innymi osobami, np. Bogurodzica z Młodzieńcem, Otiecziestwo itp.
Przedstawienie dziecka jako małego-dorosłego jest charakterystyczne dla ikonografii wschodniej i symbolizuje dojrzałość duchową. W przedstawieniu Emmanuela wyjątkowa jest też niedziecięca powaga. Nacisk na realizm i dziecięce cechy wyglądu Chrystusa-Emmanuela pojawił się w XIV w. pod wpływem sztuki zachodniej.